# Comté d'Oldham (Texas)
Pour les articles homonymes, voir Comté d'Oldham.
Le comté d'Oldham, en anglais : Oldham County, est un comté situé dans le nord de l'État du Texas aux États-Unis. Le siège du comté est Vega. Selon le recensement de 2020, sa population est de 1 758 habitants.
Le comté a une superficie de 3 889 km2, dont 3 887 km2 en surfaces terrestres.

## Comtés adjacents
|               | Comté de Hartley    | Comté de Moore   |
| Comté de Quay | comté de Dallas     | Comté de Potter  |
|               | Comté de Deaf Smith | Comté de Randall |